# États généraux de 1420

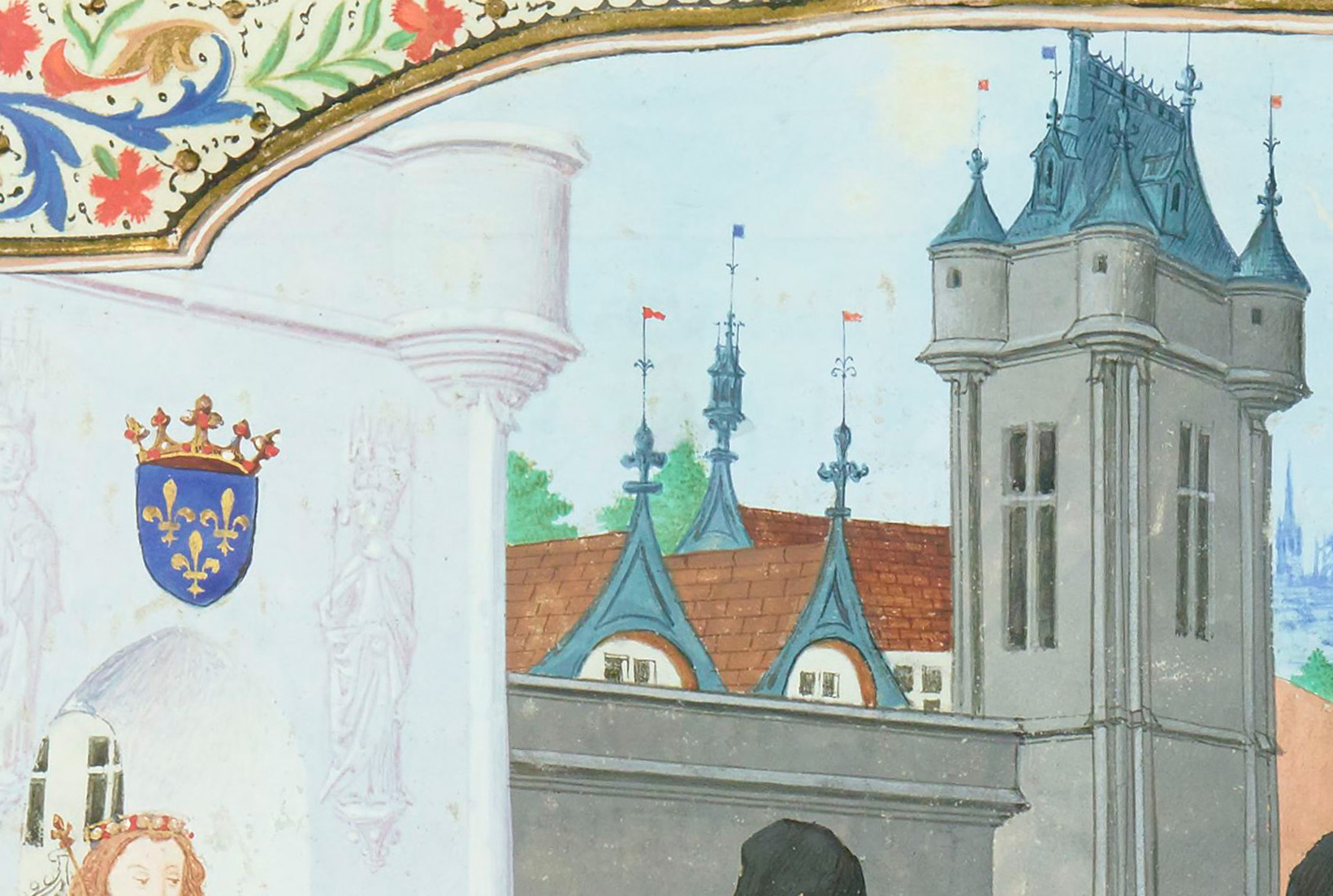
Les états généraux sont rassemblés en l'hôtel Saint-Pol, siège du roi et de la cour, ici représenté dans une enluminure des années 1470.

Les états généraux de 1420 se tiennent dans le royaume de France à Paris en décembre 1420, convoqués par le roi Charles VI. Les délégués des trois ordres ratifient le traité de Troyes, signé en mai 1420 par Charles VI et le roi d'Angleterre Henri V, actant la conquête de la France et la création d'une double monarchie franco-anglaise.

## Histoire
Tout au long de son règne, Charles VI convoque fréquemment les délégués des trois ordres (noblesse, clergé et tiers état), notamment lors de deux précédents états généraux en 1380 et 1413. Dans un moment de bascule de la guerre de Cent Ans, l'assemblée des états généraux est convoquée pour le 6 décembre 1420 afin de ratifier le traité de Troyes (donnant naissance à l'union des couronnes française et anglaise) et voter un subside sous l'empire des menaces du roi d'Angleterre Henri V. Un tel traité requérait « l'avis et consentement des États généraux » puisque, selon le principe féodal, la transmission de l'autorité sur les vassaux, d'un seigneur à l'autre, doit être validée par ces vassaux eux-mêmes. L'assemblée accepte également les impôts et mutations de monnaie demandées par les gouvernements de France et d'Angleterre.
Les députés des trois ordres viennent essentiellement de la partie du territoire français contrôlée par les Anglo-Bourguignons,. À ce titre, l'historien Georges Picot refuse de considérer cette réunion comme de véritables états généraux, car incomplets et contraints par l'envahisseur,. Les états généraux de l'époque sont cependant toujours lacunaires puisque, malgré leur nom, ils ne sont organisés qu'en séparant les langues du royaume, avec des états généraux rassemblant les représentants des pays d'oc et d'autres ceux des pays d'oïl,.

### Ouvrages anciens
- Auguste-Aimé Boullée, Histoire complète des États-généraux et autres assemblées représentatives de la France, depuis 1302 jusqu'en 1626, vol. 1, Paris, Langlois et Leclercq, 1845, 318 p. (lire en ligne)
- Georges Picot, Histoire des États généraux : considérés au point de vue de leur influence sur le gouvernement de la France de 1355 à 1614, t. 1, Genève, Mégariotis reprints, 1872, 589 p. (lire en ligne)
- Edmé-Jacques-Benoît Rathery, Histoire des États généraux de France, suivie d'un examen comparatif de ces assemblées et des Parlements d'Angleterre, ainsi que des causes qui les ont empêchées de devenir, comme ceux-ci, une institution régulière, Paris, Cosse et N. Delamotte, 1845, 470 p. (lire en ligne)

### Études contemporaines
- Claude Soule (préf. Pierre-Clément Timbal), Les États généraux de France (1302-1789) : Étude historique, comparative et doctrinale, Heule, UGA, 1968, 252 p. (SUDOC 007346328).
- Arnaud Baudin (dir.) et Valérie Toureille (dir.), Troyes 1420 : un roi pour deux couronnes, Gand / Troyes, Snoeck, coll. « Histoire et patrimoine », 2020, 407 p. (ISBN 9789461615985).